# Eugongylus albofasciolatus
Espèce
Synonymes
- Eumeces albofasciolatus Günther, 1872
- Lygosoma albofasciolatum boettgeri Sternfeld, 1918
- Riopa albofasciolatum poehli Mertens, 1924

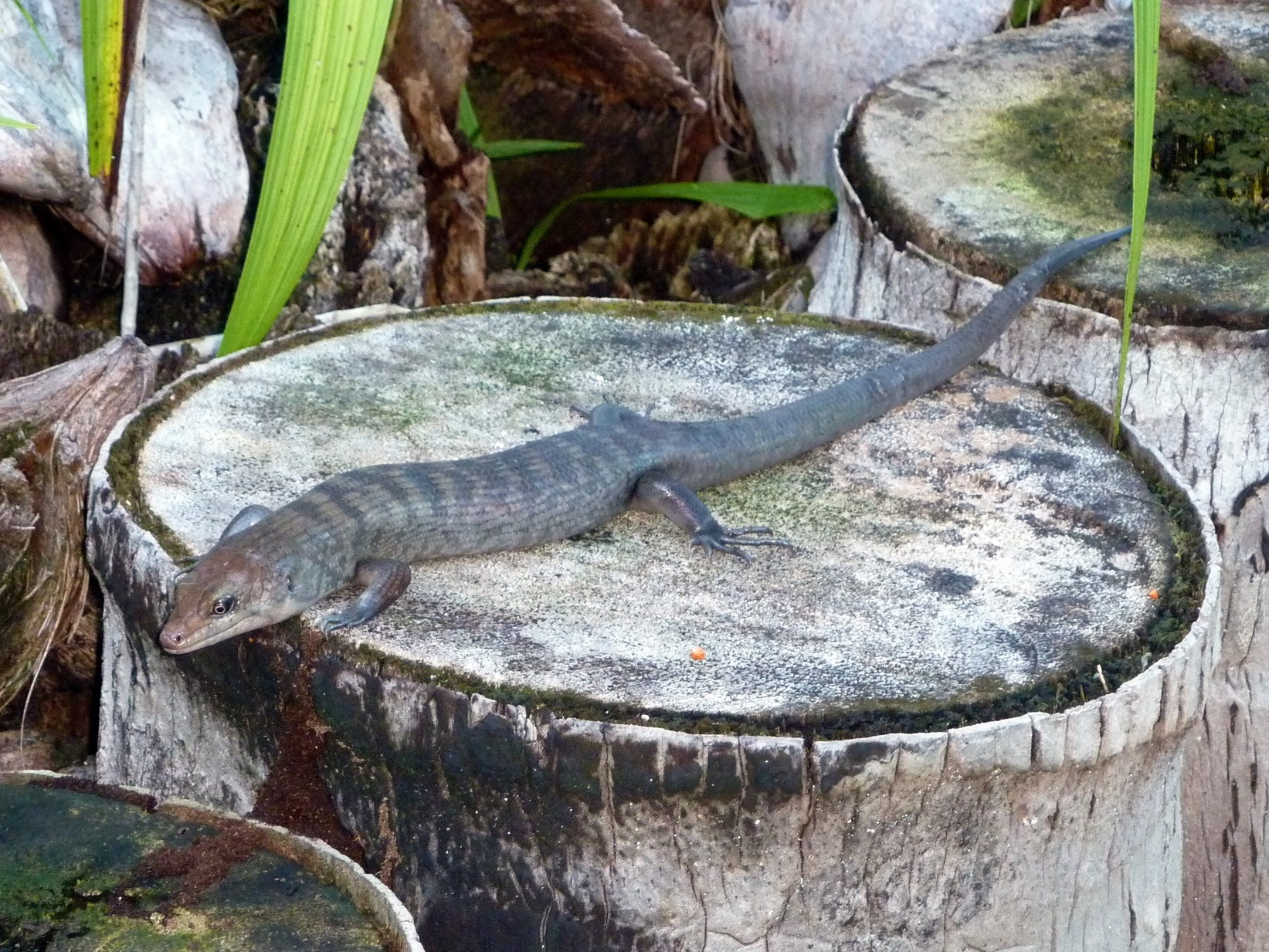

Eugongylus albofasciolatus est une espèce de sauriens de la famille des Scincidae.

## Répartition
Cette espèce se rencontre :
- au Queensland en Australie ;
- aux Salomon ;
- en Nouvelle-Bretagne ;
- en Nouvelle-Irlande.
- aux États fédérés de Micronésie[2].

## Publication originale
- Günther, 1872 : Notice of a new species of lizard (Eumeces albofasciolatus) from north Australia. Annals and magazine of natural history, sér. 4, vol. 10, p. 370-371 (texte intégral).